# Paradijsslang
De paradijsslang (Chrysopelea paradisi) is een giftige slang uit de familie van de toornslangachtigen (Colubridae) en de onderfamilie Ahaetuliinae.

## Naam en indeling
De wetenschappelijke naam van de soort werd voor het eerst voorgesteld door Heinrich Boie in 1827. De soortaanduiding paradisi is afgeleid van paradisus (Lat) of παραδεισος, paradeisos (Gr), dat niet 'paradijs', maar oorspronkelijk 'park' betekent.

### Ondersoorten
De soort wordt verdeeld in drie ondersoorten die onderstaand zijn weergegeven, met de auteur en het verspreidingsgebied.
| Naam                            | Auteur        | Verspreidingsgebied                  |
| ------------------------------- | ------------- | ------------------------------------ |
| Chrysopelea paradisi celebensis | Mertens, 1968 | Indonesië                            |
| Chrysopelea paradisi paradisi   | Boie, 1827    | De rest van het verspreidingsgebied. |
| Chrysopelea paradisi variabilis | Mertens, 1968 | Filipijnen                           |

## Uiterlijke kenmerken
De paradijsslang is net als de verwante vliegende slang (Chrysopelea ornata) een lange slanke slang, groen van kleur, met zwartomrande schubben. Een volwassen exemplaar wordt zo'n één meter lang, maximaal 120 centimeter. De paradijsslang heeft net als sommige andere gladde slangen giftanden die achter in de bek staan en is zelden agressief.

## Levenswijze
Net als andere vliegende slangen uit het geslacht Chrysopelea kan deze slang stukjes zweven van de bomen naar lager gelegen gebieden door vanuit opgerolde toestand op de springen en vervolgens het lichaam af te platten en slingerende bewegingen te maken. Het is een boombewonende soort die overdag actief is en veel te vinden is in de kruinen van kokospalmen. De paradijsslang eet kleine gewervelde dieren die in bomen leven. De voorkeur gaat daarbij uit naar hagedissen.
Er is niet veel bekend over de paringsrituelen van de slang. Ze leggen ongeveer zes tot elf eieren. De paradijsslang is ongeveer vijftien tot twintig centimeter lang als het ei wordt verlaten. De jongen hebben dezelfde patronen als hun ouders; de kleuren zijn helderder dan die van een volwassen exemplaar.

## Verspreiding en habitat
De paradijsslang komt voor in delen van Azië en leeft in de landen Brunei, Cambodja, Filipijnen, Indonesië, Laos, Maleisië, Myanmar, Singapore en Thailand. De habitat bestaat uit vochtige tropische en subtropische bossen, zowel in laaglanden als in bergstreken. Ook in door de mens aangepaste streken zoals plantages en landelijke tuinen kan de slang worden aangetroffen. De soort is aangetroffen van zeeniveau tot op een hoogte van ongeveer 1500 meter boven zeeniveau.

## Beschermingsstatus
Door de internationale natuurbeschermingsorganisatie IUCN is de beschermingsstatus 'veilig' toegewezen (Least Concern of LC).